# Arashi (singolo)
Arashi (reso graficamente come A・RA・SHI) è un brano musicale del gruppo musicale giapponese Arashi, pubblicato come loro primo singolo il 3 novembre 1999. Il brano è incluso nell'album Arashi No.1 Ichigou: Arashi wa Arashi o Yobu!, primo lavoro del gruppo. Il singolo ha raggiunto la prima posizione della classifica Oricon dei singoli più venduti in Giappone, vendendo 973 310 copie.

## Tracce
CD Singolo PCDJ-00001
1. Arashi - 4:26
2. Ashita ni Mukatte (明日に向かって) - 4:32
3. Arashi (Instrumental) - 4:26
4. Ashita ni Mukatte (Instrumental) - 4:32

## Classifiche
| Classifica (1999) | Posizione più alta |
| ----------------- | ------------------ |
| Giappone (Oricon) | 1                  |